# June Almeida
June Dalziel Almeida (* 5. Oktober 1930 in Glasgow; † 1. Dezember 2007 in Bexhill) war eine schottische Virologin, spezialisiert auf Transmissionselektronenmikroskopie (TEM). Sie erfand immunologische Reaktionen, mit denen Viren unter dem TEM zu identifizieren sind. Almeida leistete Pionierarbeit für die schnelle Diagnose viraler Infektionen und deren Verlauf. Als erste zeigte sie Bilder von Coronaviren.

## Leben und Werk
June Hart, so war ihr Mädchenname, beendete die Schule im Juni 1947. Ihre Eltern, Harry Leonard Hart (Busfahrer) und Jane Dalziel, konnten für ein Studium nicht aufkommen. So begann sie sechzehnjährig als Technische Assistentin für Histopathologie im königlichen Krankenhaus in Glasgow. Als sie zum Hospital St. Bartholomäus in London wechselte, lernte sie Enriques Rosario Almeida (1913–1993), einen Künstler aus Venezuela, kennen. Das Paar heiratete am 11. Dezember 1954 und wanderte nach Kanada aus. In Toronto, am Ontario Cancer Institute, bekam June eine Stelle als Assistentin für Elektronenmikroskopie. Bald leistete sie Außergewöhnliches: sie beschränkte sich nicht auf die Handhabung des Gerätes, sondern kommunizierte ihre Entdeckungen in wissenschaftlichen Zeitschriften.
Ein Besucher, A P Waterson, war von ihrer Arbeit sehr beeindruckt und versuchte sie als Mitarbeiterin anzuwerben. Durch diesen persönlichen Kontakt kam es zu einer ersten Zusammenarbeit. Mit ihm untersuchte sie die Verursacher von Erkältungskrankheiten, die man damals Myxoviren nannte. Schließlich, 1967, folgte Almeida dem Angebot und kehrte nach London zurück, um bei Waterson an der Royal Post Graduate Medical School zu arbeiten. Spätestens dort konnte sie sich voll entfalten und promovierte auf Grund ihrer Veröffentlichungen zur DSc (Doktor der Naturwissenschaften).

## Immuno-Elektronenmikroskopie
Die von Almeida erfundene Technik war so originell wie einfach. Sie mischte Virus-Proben mit Antikörpern, deren Reaktionsfähigkeit mit den Viren sie kannte. Die Antikörper besetzen die Viren und machen letztere auch in geringer Konzentration im TEM erkennbar.
Ein großer Erfolg gelang Almeida mit der ersten Darstellung des Rötelnvirus. Dieses ist die Ursache für Fehlbildungen des Kindes, wenn sich die Mutter in den ersten Wochen der Schwangerschaft damit infiziert.
Almeida arbeitete auch mit David Tyrrell zusammen, dem Direktor des Common Cold Research Centre: eine Institution in Salisbury zur Erforschung gewöhnlicher Erkältungen. Die ursächlichen Viren ließen sich nicht auf herkömmliche Weise kultivieren. Doch Tyrrell hatte eine neue Methode mit Organkulturen entwickelte. So war nicht nur den Erkältungsursachen auf den Grund zu gehen, sondern es wurden auch bisher unbekannte Viren entdeckt. Darunter waren die Coronaviren, die neuartige Infektionen der Atemwege verursachten. Über die Namensgebung berichtete die Zeitschrift Nature im folgenden Jahr (1968).
Viren vermögen auf dreierlei Weise in betroffenen Organismen zu wirken. 1. Lytisch: Das Virus zerstört die Wirtszelle. 2. Karzinogen: Das Virus verwandelt die Wirtszelle in eine bösartige Tumorzelle. 3. Latent: Das Virus verbleibt in der Wirtszelle ohne erkennbare Symptome hervorzurufen. Auf die dritte Möglichkeit wurden Krankheiten des Nervensystems untersucht.
Nicht minder bedeutsam war die gemeinsame Forschung mit Waterson an Hepatitis B; die Leberentzündung ist weltweit eine der häufigsten Virusinfektionen. Die Untersuchung des Antigens ermutigte die Autoren, einen Impfstoff in Aussicht zu stellen. Mit der Almeida-Methode wurde das Norovirus identifiziert, anfangs unter dem Namen Norwalk-Virus veröffentlicht. Dieses und ähnliche Viren verursachen Gastroenteritis, eine nicht seltene Infektion des Verdauungstraktes bei Erwachsenen.